# Apamea dionea
Apamea dionea är en fjärilsart som beskrevs av Smith 1899. Apamea dionea ingår i släktet Apamea och familjen nattflyn. Inga underarter finns listade i Catalogue of Life.